# Nederlandse kampioenschappen schaatsen afstanden 2015 - 1000 meter vrouwen
De Nederlandse kampioenschappen schaatsen afstanden 2015 - 1000 meter vrouwen worden gehouden op zaterdag 2 november 2014. Titelverdedigster is Marrit Leenstra die de titel pakte tijdens de Nederlandse kampioenschappen schaatsen afstanden 2014, en deze wist te prolongeren.

## Statistieken

### Uitslag
| #      | Schaatser            | Tijd    |
| ------ | -------------------- | ------- |
| Goud   | Marrit Leenstra      | 1.15,17 |
| Zilver | Ireen Wüst           | 1.15,28 |
| Brons  | Laurine van Riessen  | 1.16,59 |
| 4      | Sanneke de Neeling   | 1.16,68 |
| 5      | Roxanne van Hemert   | 1.16,84 |
| 6      | Letitia de Jong      | 1.16,85 |
| 7      | Janine Smit          | 1.16,94 |
| 8      | Margot Boer          | 1.17,06 |
| 9      | Manon Kamminga       | 1.17,07 |
| 10     | Annette Gerritsen    | 1.17,18 |
| 11     | Thijsje Oenema       | 1.17,22 |
| 12     | Melissa Wijfje       | 1.17,28 |
| 13     | Bo van der Werff     | 1.17,38 |
| 14     | Floor van den Brandt | 1.17,45 |
| 15     | Linda de Vries       | 1.18,08 |
| 16     | Antoinette de Jong   | 1.18,14 |
| 17     | Anice Das            | 1.18,16 |
| 18     | Irene Schouten       | 1.18,67 |
| 19     | Moniek Klijnstra     | 1.18,86 |
| 20     | Diane Valkenburg     | 1.18,89 |
| 21     | Rosa Pater           | 1.19,07 |
| 22     | Leeyen Harteveld     | 1.19,53 |
| 23     | Mayon Kuipers        | 1.19,98 |
| 24     | Paulien Westerhof    | 1.21,32 |

1987 · 
1988 · 
1989 · 
1990 · 
1991 · 
1992 · 
1993 · 
1994 · 
1995 · 
1996 · 
1997 · 
1998 · 
1999 · 
2000 · 
2001 · 
2002 · 
2003 · 
2004 · 
2005 · 
2006 · 
2007 · 
2008 · 
2009 · 
2010 · 
2011 · 
2012 · 
2013 · 
2014 · 
2015 · 
2016 · 
2017 · 
2018 · 
2019 · 
2020 · 
2021 · 
2022 · 
2023 · 
2024 · 
2025